# Feezsches Amtshaus

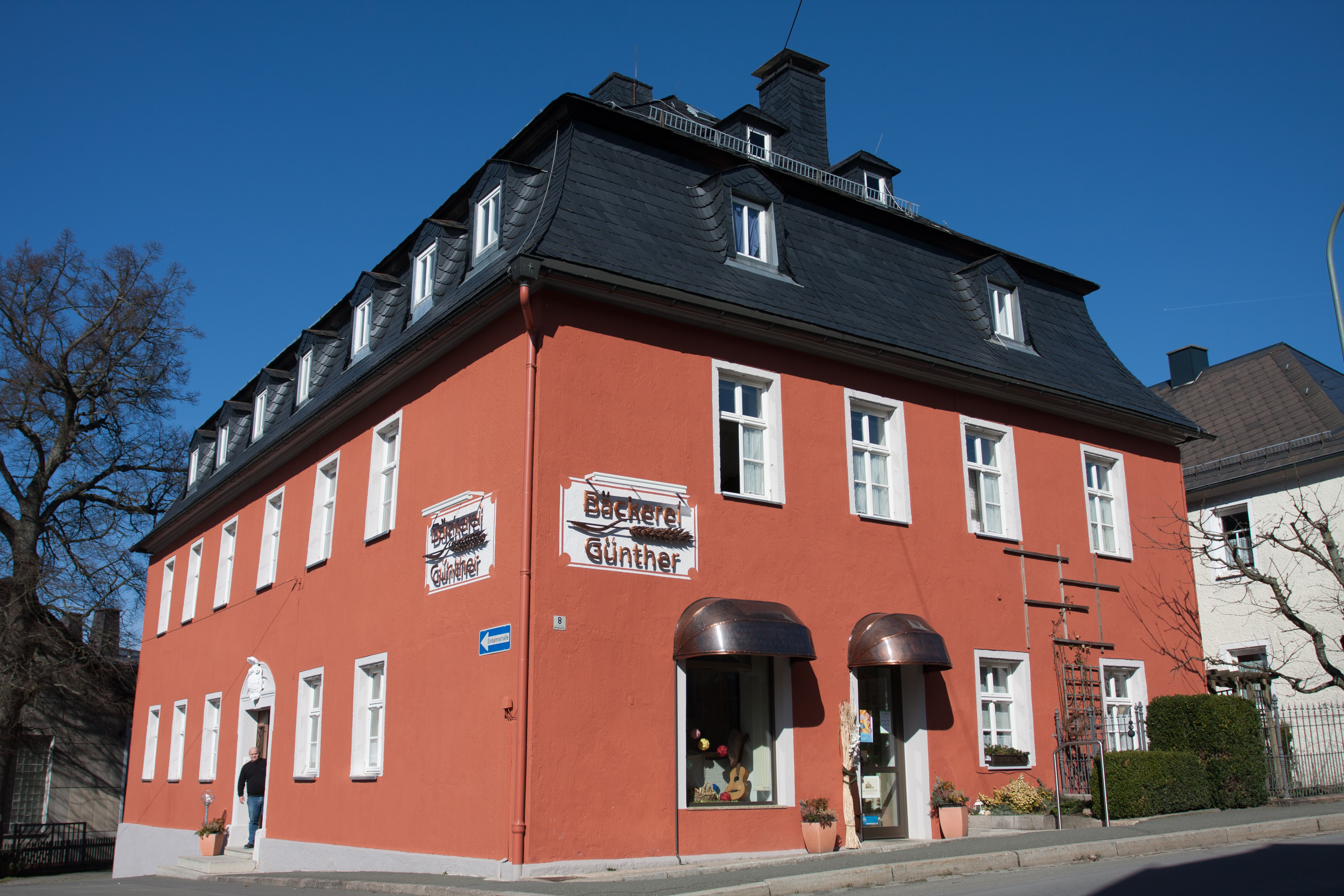
Totale des Feezschen Amtshaus

Das Feezsche Amtshaus ist ein Baudenkmal in Sparneck.

## Geschichte
In der Zeit des Fürstentums Bayreuth bestand das Oberamt Münchberg-Stockenroth-Hallerstein mit Amtssitz auf dem vormaligen Stockenrother Schloss. Nachdem bereits der Amtsschreiber und Richter Johann Georg Hartung seinen Sitz nach Sparneck verlegt und dazu auf den Resten der Burg Sparneck ein neues Amtshaus errichten lassen hatte, ließ Johann Siegmund Friedrich Feez wenige Jahrzehnte später 1763 ein weiteres Amtshaus auf dem Gebäudekern eines Anwesens, das er 1755 von Christian Albrecht von Magwitz erworben hatte, bauen. In dem Gebäude Münchberger Straße 8 befindet sich heute die Bäckerei Günther.

## Architektur und Ausgestaltung

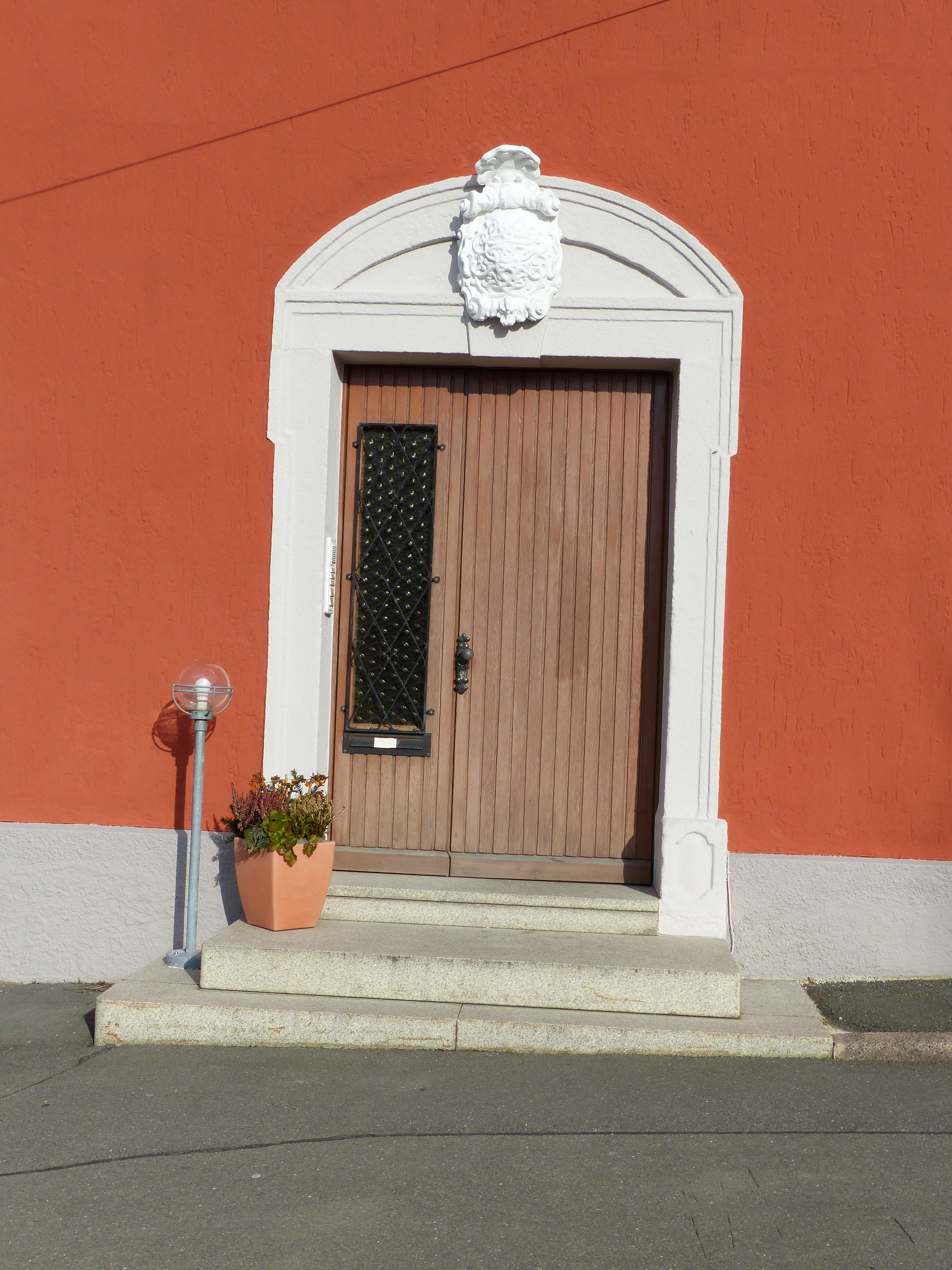
Haustür mit darüberliegendem Monogramm von Feez in einer Kartusche

Das zweigeschossige Gebäude ist mit einem Mansarddach bedeckt. Im Erdgeschoss haben die Räume Kreuzgratgewölbe und Segelgewölbe. Ein Raum besitzt ein Tonnengewölbe mit Stichkappen. Das Treppenhaus ist mit Rahmenstuck verziert. Das Obergeschoss schmückt Rocaillestuck aus Eckkartuschen mit Allegorien und Putten von Rudolf Albini.

## Auszeichnungen
Im Jahr 2019 wurde die beständige Sanierung des Anwesens mit dem Preis für Denkmalpflege der Oberfrankenstiftung honoriert.